# Parmacella tenerifensis
Parmacella tenerifensis е вид коремоного от семейство Parmacellidae. Видът е застрашен от изчезване.

## Разпространение
Разпространен е в Испания.